# Lysmata nayaritensis
Lysmata nayaritensis is een garnalensoort uit de familie van de Hippolytidae. De wetenschappelijke naam van de soort is voor het eerst geldig gepubliceerd in 2000 door Wicksten.